# Ingmar De Poortere
Ingmar De Poortere (Gante, 27 de mayo de 1984) es un deportista belga que compitió en ciclismo en las modalidades de pista, especialista en la prueba de madison, y ruta.
Ganó una medalla de bronce en el Campeonato Mundial de Ciclismo en Pista de 2010, en la prueba de madison.

## Medallero internacional
| Campeonato Mundial | Campeonato Mundial   | Campeonato Mundial | Campeonato Mundial |
| Año                | Lugar                | Medalla            | Competición        |
| ------------------ | -------------------- | ------------------ | ------------------ |
| 2010               | Ballerup (Dinamarca) | Medalla de bronce  | Madison            |